# 阿尔霍纳 (哈恩省)
阿尔霍纳，是西班牙安达卢西亚自治区哈恩省的一个市镇。总面积158平方公里，总人口5698人（2001年），人口密度36人/平方公里。